# Colibrí noble
El colibrí noble (Oreonympha nobilis) és una espècie d'ocell de la subfamília dels lesbins (Lesbiinae) dins la família dels troquílids (Trochilidae) i única espècie del gènere Oreonympha (Gould, 1869). Habita les vessants andines del sud del Perú.

## Taxonomia
Diversos autors consideren aquesta espècie formada per dues subespècies que modernament, altres autors consideren dues espècies de ple dret:
- colibrí noble cellablanc (Oreonympha nobilis, sensu stricto). De l'oest del Perú central.
- colibrí noble de celles porpra (Oreonympha albolimbata). Del sud de Perú central.